# 布里沃特鎮區 (密歇根州)
布里沃特鎮區（英語：Brevort Township）是位於美國密歇根州麥基諾縣的一個行政鎮區。

## 地方資料
布里沃特鎮區的面積為255.99平方千米，當中陸地面積為239.52平方千米，而水域面積為16.47平方千米。根據2020年美國人口普查的數據，當地共有人口502人，而人口密度為每平方千米1.96人。